# Christine Döring
Christine Döring (* 10. Januar 1971 in Hermannsburg, Niedersachsen) ist eine deutsche Schauspielerin, die besonders durch ihre Rolle als Susanne von Hagenberg in der ZDF-Serie SOKO 5113 bekannt wurde.

## Biografie
Nachdem Christine Döring 1995 eine klassische Gesangsausbildung angefangen hatte, nahm sie von 1996 bis 1999 Schauspielunterricht beim Hamburger Studio O33. Noch während dieser Zeit wurde sie für die ARD-Vorabendserie Gegen den Wind engagiert. 2000 spielte sie in Drehkreuz Airport im ZDF; außerdem trat sie in diesem Jahr das erste Mal in SOKO 5113 auf, wo sie von 2002 bis 2006 die Kriminaloberkommissarin Susanne von Hagenberg spielte.
Während Christine Döring 2001/2002 auf der Bühne in August Strindbergs Fräulein Julie die Titelrolle ausfüllte, folgten weitere Fernsehrollen in Serien wie Der Bulle von Tölz, Nicht ohne meinen Anwalt, Küstenwache oder Tierarzt Dr. Engel. 2005 spielte sie in dem Sat.1-Film Stadt, Land, Mord. Vom 8. Mai 2008 bis zum 3. Juni 2010 war sie an der Seite von Francis Fulton-Smith in der ZDF-Serie Ihr Auftrag, Pater Castell als LKA-Beamtin Marie Blank zu sehen.

## Filmografie (Auswahl)
- 1995: Gegen den Wind – Schatten der Vergangenheit
- 1999: Mallorca – Suche nach dem Paradies
- 2001: Der Bulle von Tölz: Bullenkur
- 2001: SOKO Kitzbühel – Todesmelodie
- 2000–2006, 2008: SOKO 5113 (118 Folgen)
- 2004, 2011, 2013: Küstenwache (3 Folgen)
- 2006: Stadt, Land, Mord! – Auf Eis gelegt
- 2007: Die Rosenheim-Cops – Der Untergang von Rosenheim
- 2008–2010: Ihr Auftrag, Pater Castell
- 2012: Der Staatsanwalt – Schlangengrube
- 2012: Rote Rosen
- 2013: Schloss Einstein (Fernsehserie)
- 2013: Biester (Kurzfilm)
- 2014: Tatort: Der Maulwurf
- 2014: Orion-Stiche (Doku)
- 2014: Born Electric
- 2014: Diese Zeit Gehört Dir
- 2014: On my Own (Musikvideo)
- 2015: Die Bergretter – (Fernsehserie, Folge 7x06: Atemlos)
- 2018: Lena Lorenz – Zwei Väter (Fernsehreihe)